# Basilica di San Quintino
La basilica di San Quintino (in francese: basilique Saint-Quentin) è una chiesa cattolica di San Quintino, nel dipartimento dell'Aisne. È dedicata a san Quintino, martire del III secolo. La chiesa è riconosciuta come monumento storico di Francia dal 1840 e fu elevata al rango di basilica minore nel 1876.
La basilica fu gravemente danneggiata nel corso della prima guerra mondiale e riaperta solo nel 1956.